# Абдулова-Метельська Єлизавета Мойсеївна
Єлизавета Мойсеївна Абдулова-Метельська (уроджена Шехтман; 16 березня 1908, Вінниця — 15 грудня 1991, Москва) — актриса Московського державного театру для дітей.

## Життєпис
Народилася у Вінниці, в родині зубних лікарів Мойсея Лазаревича Шехтмана і Надії Юхимівни Шехтман (? -1955). Сім'я жила у двоповерховому особняку на Соборній вулиці (кут Артинова). Родині також належала дача, яка фігурувала на багатьох дореволюційних листівках Вінниці. Батько був учасником революційних подій 1905 року. У Єлизавети були брати Леонід (1911- ?, військовий лікар) і Оскар (1913—1991, інженер-технолог).
Авторка вистав (інсценівок) на радіо, зокрема «Зелений фургон» (з піснями Володимира Висоцького, він же в ролі Красеня, запис 16 жовтня 1971; випущена на грамплатівці фірмою «Мелодія» у грудні 1974 року).
Авторка книги спогадів «Осип Наумович Абдулов. Статті. Спогади» (К.: Мистецтво, 1969). Серед друзів відома як Ялинка або Ялиночка.
Померла в 1991 році. Похована на Введенському кладовищі (8 уч.).

## Родина
- Чоловік — Осип Наумович Абдулов (1900—1953).
  - Син — Всеволод Осипович Абдулов (1942—2002).
    - Онучка — Юлія Всеволодівна Абдулова (народ. 1961)[8].

## Театральні праці
- Снігова королева[9].
- Зямка Копач (по М. Н. Даніелю) — Сура[10].